# Fesa tricolor
Fesa tricolor is een hooiwagen uit de familie Sclerosomatidae.